# Tommaso Benvenuti (rugbista)
Tommaso Benvenuti (Vittorio Veneto, 12 de diciembre de 1990) es un jugador italiano de rugby que se desempeña mayoritariamente como wing y juega en el Benetton Rugby Treviso del campeonato euroafricano United Rugby Championship. Es internacional con la Azzurri desde 2010.

## Carrera
Comienza a jugar al rugby con 6 años, puesto que su padre y sus primos jugaban, en las categorías inferiores del Mogliano Rugby. Pero a los 15 años, se cambia a las categorías inferiores de la Benetton Treviso.
En cuanto a su trayectoria con el Benetton Treviso, es corta pero intensa, ya que debuta con el primer equipo el 29 de noviembre de 2009 en Mestre en la 8.ª jornada del campeonato italiano contra el Venezia Mestre, disputando únicamente un minuto en la victoria por 28-6. Pero en el siguiente partido, frente al L'Aquila, ya jugaría 71 minutos como titular.
La gran explosión llegaría el 10 de abril de 2010, en la 14.ª jornada, en la que se enfrentaron al Rugby Roma, cuando Benvenuti se estrenaría como anotador con 4 ensayos (en los minutos 11, 20, 36 y 70 de partido). En el resto de la temporada alternaría partidos como titular y como suplente, pero siempre como parte importante en la consecución del triplete: Campeonato-Copa de Italia-Supercopa de Italia.
La temporada 2010-2011 no ha podido empezar mejor para Benvenuti, siendo titular indiscutible con la Benetton Treviso en la Magners Cup y anotando el último ensayo en la victoria ante los Scarlets el 4 de septiembre de 2010. Pero no sólo eso, sino que en el primer partido que juega en la Copa Heineken 2010–11 anota dos tries ante los Leicester Tigers (aunque el partido acaba con la derrota por 29-34).

## Selección nacional
Fue convocado a la Azzurrini con la que participó del Campeonato Mundial de Rugby Juvenil 2008.
Ya para el Seis Naciones 2009 es convocado con la selección absoluta, pero no llega a debutar hasta el partido contra Argentina el 13 de noviembre de 2010 en Verona, jugando 75 minutos como titular.
En el Torneo de las Seis Naciones 2013, fue titular en los tres primeros partidos. En el primero de ellos, contra Francia, fue sustituido por Gonzalo Canale en el minuto 71. Suplente en la quinta jornada, en la histórica victoria italiana contra Irlanda, entró en el minuto 66 sustituyendo a Andrea Masi.

### Participaciones en Copas del Mundo
Participó de Nueva Zelanda 2011 jugando todos los partidos como titular y ha sido seleccionado para jugar en Inglaterra 2015.
| Mundial                       | Sede          | Resultado      | PJ | Tries |
| ----------------------------- | ------------- | -------------- | -- | ----- |
| Copa Mundial de Rugby de 2011 | Nueva Zelanda | Fase de grupos | 4  | 2     |
| Copa Mundial de Rugby de 2015 | Inglaterra    | Fase de grupos | 3  | 0     |

## Palmarés
- Campeón del Top12 de 2009–10.
- Campeón de la Supercopa de Italia de Rugby de 2009.
- Campeón del Trofeo de Excelencia de 2009–10.